# KNVB beker 2013-2014
La KNVB Beker 2013-2014 è stata la 96ª edizione della Coppa d'Olanda di calcio. La competizione è iniziata il 28 agosto con gli incontri del 1º turno ed è terminata il 20 aprile 2014. L'AZ Alkmaar era campione in carica. La squadra vincitrice, il PEC Zwolle per la prima volta nella sua storia, si è qualificato per i play-off della Europa League 2014-2015.

## Partecipanti
Alla KNVB Beker partecipano le 18 squadre dell'Eredivisie e le 17 dell'Eerste Divisie (escludendo i club riserve) entrando direttamente al 2º turno. Le altre squadre si qualificano arrivando nei primi 12 posti della Topklasse o arrivando nelle semifinali di una KNVB Beker locale, la "dristrictsbeker" per i club che sono sotto alla Topklasse.

## Calendario
| Fase        | Turno            | Partita unica        |                      |
| ----------- | ---------------- | -------------------- | -------------------- |
| Preliminari | 1º turno         | 28 agosto 2013       | 28 agosto 2013       |
| Preliminari | 2º turno         | 24/26 settembre 2013 | 24/26 settembre 2013 |
| Preliminari | 3º turno         | 29/31 ottobre 2013   | 29/31 ottobre 2013   |
| Fase Finale | Ottavi di finale | 17/19 dicembre 2013  | 17/19 dicembre 2013  |
| Fase Finale | Quarti di finale | 21/23 gennaio 2014   | 21/23 gennaio 2014   |
| Fase Finale | Semifinali       | 25/27 marzo 2014     | 25/27 marzo 2014     |
| Fase Finale | Finale           | 20 aprile 2014       | 20 aprile 2014       |

## Fase preliminare

### Primo turno
| Squadra 1        | Risultato       | Squadra 2           |
| ---------------- | --------------- | ------------------- |
| 28 agosto 2013   |                 |                     |
| De Zouaven       | 2 – 0           | Ter Leede           |
| DFS              | 2 – 7           | SWZ                 |
| SVV Scheveningen | 2 – 1           | VVSB                |
| Capelle          | 4 – 1           | Chabab              |
| OWIOS            | 1 – 5           | EVV                 |
| Noordwijk        | 1 – 0           | WKE                 |
| Volkel           | 0 – 3           | Rijnsburgse Boys    |
| Lisse            | 2 – 2 (2–4 dcr) | TEC                 |
| OJC Rosmalen     | 1 – 3 (dts)     | HSV Hoek            |
| SVL              | 2 – 3 (dts)     | EHC                 |
| SHO              | 1 – 2           | AFC                 |
| RVVH             | 2 – 1           | JOS Watergraafsmeer |
| Harkemase Boys   | 4 – 1           | ROHDA Raalte        |
| HHC              | 1 – 2           | JVC Cuijk           |
| DVS '33          | 4 – 1           | Hollandia           |
| IJsselmeervogels | 3 – 0           | Lienden             |
| Genemuiden       | 0 – 1 (dts)     | Deurne              |
| Kozakken Boys    | 2 – 1           | Be Quick 1887       |

### Secondo turno
| Squadra 1         | Risultato   | Squadra 2        |
| ----------------- | ----------- | ---------------- |
| 24 settembre 2013 |             |                  |
| Capelle           | 1 – 0 (dts) | Almere City      |
| Harkemase Boys    | 0 – 8       | N.E.C.           |
| TEC               | 1 – 3       | MVV              |
| Katwijk           | 1 – 6       | Cambuur          |
| De Graafschap     | 1 – 3       | Excelsior        |
| Excelsior '31     | 2 – 1 (dts) | Willem II        |
| IJsselmeervogels  | 3 – 2 (dts) | Helmond Sport    |
| TOP Oss           | 1 – 2       | VVV-Venlo        |
| Kozakken Boys     | 3 – 0       | SVV Scheveningen |
| Achilles '29      | 5 – 1       | HSC '21          |
| DVS '33           | 0 – 3       | Go Ahead Eagles  |
| Deurne            | 0 – 2       | Emmen            |
| EHC               | 1 – 4       | Eindhoven        |
| Barendrecht       | 0 – 2       | JVC Cuijk        |
| GVVV              | 0 – 3       | ADO Den Haag     |
| RKC Waalwijk      | 0 – 1 (dts) | Heracles Almelo  |
| 25 settembre 2013 |             |                  |
| RVVH              | 1 – 3       | Vitesse          |
| Smitshoek         | 1 – 2       | NAC Breda        |
| Rijnsburgse Boys  | 1 – 2       | Roda JC          |
| AFC               | 0 – 2       | Groningen        |
| PSV               | 4 – 1       | Telstar          |
| AZ Alkmaar        | 4 – 1 (dts) | Sparta Rotterdam |
| Utrecht           | 4 – 1       | Den Bosch        |
| HSV Hoek          | 3 – 0       | HBS              |
| PEC Zwolle        | 2 – 0       | Fortuna Sittard  |
| De Zouaven        | 0 – 2       | Noordwijk        |
| ASWH              | 1 – 0       | ADO '20          |
| Ajax              | 4 – 2 (dts) | Volendam         |
| 26 settembre 2013 |             |                  |
| Heerenveen        | 3 – 0       | Twente           |
| Wilhelmina '08    | 3 – 1       | SWZ              |
| De Treffers       | 0 – 1       | EVV              |
| Feyenoord         | 3 – 0       | Dordrecht        |

### Terzo turno
| Squadra 1       | Risultato       | Squadra 2        |
| --------------- | --------------- | ---------------- |
| 29 ottobre 2013 |                 |                  |
| Ajax            | 4 – 1           | ASWH             |
| MVV             | 2 – 1           | ADO Den Haag     |
| Eindhoven       | 0 – 1           | N.E.C.           |
| Emmen           | 2 – 3           | IJsselmeervogels |
| JVC Cuijk       | 3 – 0           | EVV              |
| Kozakken Boys   | 1 – 2 (dts)     | Utrecht          |
| Cambuur         | 2 – 2 (5-4 dtr) | NAC Breda        |
| 30 ottobre 2013 |                 |                  |
| PSV             | 1 – 3           | Roda JC          |
| AZ Alkmaar      | 7 – 0           | Achilles '29     |
| Vitesse         | 5 – 0           | Noordwijk        |
| PEC Zwolle      | 4 – 0           | Wilhelmina '08   |
| Excelsior '31   | 2 – 5           | Heracles Almelo  |
| Groningen       | 2 – 0           | Capelle          |
| Feyenoord       | 3 – 0           | HSV Hoek         |
| 31 ottobre 2013 |                 |                  |
| Heerenveen      | 1 – 0           | VVV-Venlo        |
| Excelsior       | 1 – 0           | Go Ahead Eagles  |

## Fase finale

### Ottavi di finale
| Squadra 1        | Risultato       | Squadra 2  |
| ---------------- | --------------- | ---------- |
| 17 dicembre 2013 |                 |            |
| Excelsior        | 1 – 4           | PEC Zwolle |
| 18 dicembre 2013 |                 |            |
| AZ Alkmaar       | 2 – 2 (7-6 dtr) | Heerenveen |
| Roda JC          | 3 – 1           | Vitesse    |
| Cambuur          | 0 – 2           | Utrecht    |
| JVC Cuijk        | 2 – 1           | MVV        |
| Heracles Almelo  | 1 – 1 (5-6 dtr) | Feyenoord  |
| 19 dicembre 2013 |                 |            |
| Groningen        | 0 – 1           | N.E.C.     |
| IJsselmeervogels | 0 – 3           | Ajax       |

### Quarti di finale
| Squadra 1       | Risultato | Squadra 2  |
| --------------- | --------- | ---------- |
| 21 gennaio 2014 |           |            |
| Roda JC         | 0 – 2     | AZ Alkmaar |
| 22 gennaio 2014 |           |            |
| PEC Zwolle      | 5 – 1     | JVC Cuijk  |
| N.E.C.          | 1 – 0     | Utrecht    |
| Ajax            | 3 – 1     | Feyenoord  |

### Semifinali
| Squadra 1  | Risultato | Squadra 2 |
| ---------- | --------- | --------- |
| PEC Zwolle | 2 – 1     | N.E.C.    |
| AZ Alkmaar | 0 – 1     | Ajax      |

| Arbitro: | Danny Makkelie |

|                             |           |            |
| Drost 29’ Van der Werff 81’ | Marcatori | 39’ Conboy |

| Arbitro: | Pol van Boekel |

|  |           |            |
|  | Marcatori | 48’ Schøne |

### Finale
| Squadra 1 | Risultato | Squadra 2  |
| --------- | --------- | ---------- |
| Ajax      | 1 – 5     | PEC Zwolle |

| Arbitro: | Bas Nijhuis |

|              |           |                                                 |
| Van Rhijn 3’ | Marcatori | 8’, 12’ Thomas 22’, 34’ Fernandez 50’ Van Polen |